# فرقة المشاة 45 (الفيرماخت)
مع ضم دولة النمسا الاتحادية إلي ألمانيا النازية عام 1938، تم دمج ما كان في السابق الفرقة النمساوية الرابعة في الفيرماخت (الجيش الألماني) وأعيد تصنيف فرقة المشاة الخامسة والأربعين. فيالحملة البولندية عام 1939، كانت الفرقة في الجناح الأيمن من غيرد فون رونتشتيت هيريزغروب سود (مجموعة الجيوش الجنوبية).